# Sipeki Gyula
Sipeki Gyula (Esztergom, 1945. augusztus 30. – 2013. december 15.) fotóművész.

## Életrajz
1967-től kiállító művész. Többször elnyerte a Komárom megyei művészeti ösztöndíjat, a Szegedi Szalon, az Országos Fotóművészeti Tárlat és az esztergomi Fotóbiennálé díját. Az esztergomi Városi Fotóklub alapító tagja, az STB Team (Sipeki Gyula-Tamási Péter-Balla András), a Fiatal Művészek Klubja fotószekciója, az ART Fotóstúdió és a Magyar Fotóművészek Szövetségének tagja volt. Reklám- és műszaki fotózással is foglalkozott az autonóm, művészi felvételek készítése mellett. 1991-től filmeket, videókat is készített, performanszok, akciók (kocsmatárlatok) alkotója és résztvevője volt. Utolsó kiállítása az Esztergomi Művészek Céhe 2013-as évzáró tárlatán volt a Duna Múzeumban.

## Munkássága

### Egyéni kiállítások
- 1967 • Vármúzeum, Esztergom • Fiatal Művészek Klubja, Budapest
- 1968 • Művelődési Központ, Esztergom
- 1971 • Nizza
- 1972 • Művelődési Központ, Esztergom
- 1976 • Fiatal Művészek Klubja, Budapest
- 1977 • Tanítóképző Főiskola, Esztergom
- 1981 • Jagelló Egyetem, Krakkó • Podjacsurami
- 1982 • Fragmentumok, Esztergomi Galéria, Esztergom (kat.)
- 1983 • Stanberg, München • Esztergom-Kertváros
- 1984 • Grossmann Gallery, New York
- 1985 • Experiment of Photo Art, Cleveland (CAN)
- 1988 • Művelődési Központ, Pécs
- 1989 • Megyei Művelődési Központ, Debrecen
- 1992 • Independent Free Press Studio, Detroit
- 1993 • Művelődési Központ, Dorog
- 2012 • Kaleidoszkópház, Esztergom[5]

### Csoportos kiállítások
- 1968 • Művelődési Központ, Esztergom • Járási Fotókiállítás, Dorog
- 1970-87 • Városi Fotóklub kiállításai, Művelődési Központ, Esztergom • Szentendre
- 1970 • Országos Fotókiállítás, Esztergom
- 1978-2000 • I-XII. Esztergomi Fotóbiennálé, Vármúzeum, Esztergom[6]
- 1978 • Centre Georges Pompidou, Párizs
- 1985 • Országos Fotókiállítás, Budapest
- 2013 • Esztergomi Művészek Céhe, Esztergom[7]

## Publikáció
- 1982 • Fragmentumok, kiállítási katalógus

## Művei közgyűjteményekben
- Balassa Bálint Múzeum, Esztergom
- Magyar Fotográfiai Múzeum, Kecskemét
- Kuny Domonkos Múzeum, Tata